# Just Give Me a Reason
«Just Give Me a Reason» (en español: Solo dame una razón) es una canción escrita y grabada por la cantante y compositora estadounidense P!nk en la cual colabora el cantante y líder de la banda Fun., Nate Ruess. La canción fue elegida como el tercer sencillo del sexto álbum de estudio The Truth About Love que se lanzó en el año 2012. Antes del lanzamiento oficial de este sencillo, la canción debutó en varios lugares gracias a las fuertes ventas digitales. El video oficial se estrenó el 5 de febrero de 2013 en la cuenta oficial de Youtube de la cantante, y cuenta con más de 1 700 000 000 de visitas.

## Antecedentes
Originalmente P!nk y Nate se encontraron sólo para la composición de la canción, sin embargo P!nk se dio cuenta de que necesitaba a alguien más para cantar la canción, ya que ella pensó que la canción era más bien como una conversación entre dos personas y no sólo una canción con un solo punto de vista.

## Composición

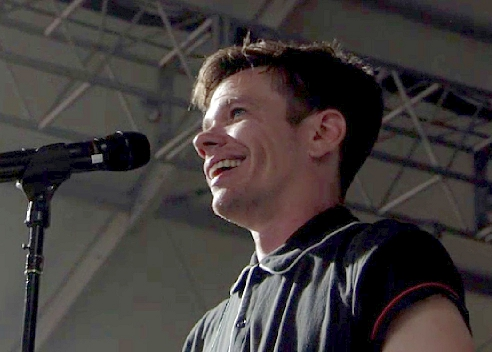
Nate Ruess ayudó a escribir y a cantar en "Just Give Me a Reason".

«Just Give Me a Reason» es una Balada pop escrita por P!nk y Nate Ruess la cual fue producida por Jeff Bhasker. La canción empieza con un solo de piano y luego P!nk empieza a cantar la primera copla y luego el estribillo. El estribillo de la canción se caracteriza por el uso de tambores y el bajo. La segunda copla de la canción es cantado por Nate Ruess y el resto de la canción es cantado a dúo. La canción tiene una duración de cuatro minutos y dos segundos.

## Video musical
El video se grabó en noviembre del 2012 y fue dirigido por Diane Martel con la fotografía a cargo de Jeff Cronenweth. Fotografías del video se publicaron en Twitter. En las imágenes se pudo ver a P!nk en una cama a lado de un hombre, el que a parecer es su esposo Carey Hart. En la cuenta personal de Twitter, P!nk dio a entender que estaba dolida por la filtración de dichas fotos. El video oficial se estrenó el 5 de febrero de 2013 en la cuenta oficial de Youtube de la cantante. El video, logró recibir 2 061 000 me gusta y 644 000 000 visitas en Youtube, lo que lo convierte en el video más visto de P!nk en el sitio, superando así a So What, que cuenta con más de 224 000 000 visitas que es el tercer video más visto de la cantante.
El 17 de julio de 2013, este video fue nominado a tres premios MTV Video Music Awards en las categorías Mejor video femenino, Mejor colaboración y Mejor montaje.

### Video con Letras
Un video oficial fue publicado en la cuenta oficial VEVO de P!nk en septiembre de 2012. En el video se puede ver brillo en el fondo. La letra de la canción es cantada por P!nk y Nate Ruess.

## Posición en listas
La semana del 6 de octubre de 2012, la canción debutó en el número 106 en Estados Unidos y en el puesto 75 en Canadá. Esa misma semana la canción Try debutó en el puesto 56. «Just Give Me a Reason» también ha debutado en el puesto 65 en Suiza y en el puesto 168 en Francia. En la semana del 12 de enero la canción debutó en el puesto 5 en los Países Bajos, luego de cuatro semanas la canción llegó al puesto 3 siendo la posición más alta de la cantante P!nk luego de Raise Your Glass.
El 17 de abril la canción llegó al número uno del Billboard Hot 100 desplazando así a When I Was Your Man de Bruno Mars.
| Lista (2013)                              | Mejor posición |
| ----------------------------------------- | -------------- |
| Alemania (Offizielle Deutsche Charts)     | 1              |
| Australia (ARIA)                          | 1              |
| Austria (Ö3 Austria Top 40)               | 1              |
| Bélgica (Flandes) (Ultratop 50)           | 2              |
| Bélgica (Valonia) (Ultratop 50)           | 3              |
| Canadá (Hot 100)                          | 1              |
| República Checa (Rádio Top 100)           | 3              |
| Dinamarca (Tracklisten)                   | 3              |
| Escocia (The Official Charts Company)     | 1              |
| Eslovaquia (Rádio Top 100)                | 1              |
| España (Top 100 Canciones)                | 5              |
| Estados Unidos (Billboard Hot 100)        | 1              |
| Estados Unidos (Pop Songs)                | 1              |
| Estados Unidos (Adult Pop Songs)          | 1              |
| Estados Unidos (Adult Contemporary)       | 11             |
| Unión Europea (Euro Digital Songs)        | 1              |
| Finlandia (OFC)                           | 4              |
| Francia (SNEP)                            | 4              |
| Irlanda (IRMA)                            | 1              |
| Israel (Media Forest)                     | 2              |
| Italia (FIMI)                             | 1              |
| Líbano (The Official Lebanese Top 20)     | 1              |
| Luxemburgo (Billboard Digital Songs)      | 1              |
| México (Billboard Inglés Airplay)         | 1              |
| Países Bajos (Dutch Top 40)               | 1              |
| Nueva Zelanda (Recorded Music NZ)         | 1              |
| Noruega (VG-lista)                        | 2              |
| Polonia (Polish Airplay Top 5)            | 1              |
| Portugal (Billboard Digital Songs)        | 1              |
| Reino Unido (UK Singles Chart)            | 2              |
| Rumania (Romanian Top 100)                | 35             |
| Suecia (Sverigetopplistan)                | 1              |
| Suiza (Schweizer Hitparade)               | 2              |
| Venezuela (The Official VZ Singles Chart) | 1              |

| País           | Organismo certificador | Certificación    | Ventas    | Ref.   |
| -------------- | ---------------------- | ---------------- | --------- | ------ |
| Alemania       | BVMI                   | Platino          | 300 000   | [ 42 ] |
| Australia      | ARIA                   | 4× Platino       | 280 000   | [ 43 ] |
| Canadá         | Music Canada           | 6× Platino       | 480 000   | [ 44 ] |
| Estados Unidos | RIAA                   | 2× Platino       | 2 000 000 | [ 45 ] |
| España         | Promusicae             | Oro (Streaming)  | 4 000 000 | [ 46 ] |
| Italia         | FIMI                   | 2× Platino       | 60 000    | [ 47 ] |
| México         | AMPROFON               | 3× Platino + Oro | 210 000   | [ 48 ] |
| Nueva Zelanda  | RIANZ                  | 2× Platino       | 30 000    | [ 49 ] |
| Reino Unido    | BPI                    | Platino          | 700 000   | [ 50 ] |
| Suecia         | GLF                    | Platino          | 20 000    | [ 51 ] |
| Suiza          | IFPI Suiza             | 2× Platino       | 60 000    | [ 52 ] |
| Venezuela      | VZSC                   | 4× Platino       | 40 000    | [ 53 ] |

### Sucesión en listas
| Anterior: «Same Love» de Macklemore & Ryan Lewis con Mary Lambert                          | ARIA Singles Chart — Sencillo Nro 1 18 de febrero de 2013 — 25 de febrero de 2013                                           | Siguiente: «Harlem Shake» de Baauer                                  |
| Anterior: «Same Love» de Macklemore & Ryan Lewis con Mary Lambert «Harlem Shake» de Baauer | RIANZ Singles Chart — Sencillo Nro 1 18 de febrero de 2013 — 25 de febrero de 2013 4 de marzo de 2013 — 17 de marzo de 2013 | Siguiente: «Harlem Shake» de Baauer «Royals» de Lorde                |
| Anterior: «Scream & Shout» de Will.i.am con Britney Spears                                 | Dutch Top 40 — Sencillo Nro 1 23 de febrero de 2013 — 16 de marzo de 2013                                                   | Siguiente: «Thrift Shop» de Macklemore & Ryan Lewis con Wanz         |
| Anterior: «Stay» de Rihanna con Mikky Ekko                                                 | Canadian Hot 100 — Sencillo Nro 1 13 de abril de 2013 — 1 de junio de 2013                                                  | Siguiente: «Blurred Lines» de Robin Thicke con T.I. & Pharrell       |
| Anterior: «When I Was Your Man» de Bruno Mars                                              | Billboard Hot 100 — Sencillo Nro 1 17 de abril de 2013 — 8 de mayo de 2013                                                  | Siguiente: «Can't Hold Us» de Macklemore & Ryan Lewis                |
| Anterior: «L'essenziale» de Marco Mengoni                                                  | Italian Singles Chart — Sencillo Nro 1 18 de abril de 2013 — 2 de mayo de 2013                                              | Siguiente: «Get Lucky» de Daft Punk con Pharrell Williams            |
| Anterior: «You» de Robin Stjernberg                                                        | Sverigetopplistan — Sencillo Nro 1 19 de abril de 2013 — 10 de mayo de 2013                                                 | Siguiente: «Can't Hold Us» de Macklemore & Ryan Lewis con Ray Dalton |
| Anterior: «Let Her Go» de Passenger                                                        | German Singles Chart — Sencillo Nro 1 26 de abril de 2013 — 10 de mayo de 2013                                              | Siguiente: «Safe and Sound» de Capital Cities                        |
| Anterior: «Stay» de Rihanna con Mikky Ekko                                                 | Billboard Pop Songs — Sencillo Nro 1 18 de mayo de 2013 — 1 de junio de 2013                                                | Siguiente: «Mirrors» de Justin Timberlake                            |

## Créditos de la canción
- Pink - Escritora y cantante
- Nate Ruess - Escritor y cantante
- Jeff Bhasker - Productor y Programador
- Anders Mouridsen - Guitarra
- John X. Volaitis - Estudio de grabación en Earthstar Creation Center, California.
- Toni Maserati- Mezclador
- Justin Hergett- Asistente del mezclador
- James Krausse- Asistente del mezclador

Créditos tomados del CD del álbum The Truth About Love.